# Saraj (kommunhuvudort)
Saraj (makedonska: Сарај) är en ort i Nordmakedonien. Den är huvudort i kommunen Saraj, i den centrala delen av landet, 9 kilometer väster om huvudstaden Skopjes centrum. Saraj ligger 271 meter över havet och antalet invånare är 25 379.